# Моим легионерам
«Моим легионерам» (рум. Pentru legionarii mei) — автобиографическая книга основателя и лидера румынской фашистской партии «Железная гвардия» Корнелиу Зеля Кодряну. Впервые опубликована в 1936 году в городе Сибиу (в Бухаресте книга не прошла цензуру).
Историк Ирина Ливезяну находит сходство между «Моим легионерам» и «Mein Kampf» Адольфа Гитлера с точки зрения значения для автора и его политических сторонников.

## Описание
Повествование в книге ведётся от первого лица. В ней повествуется о руководящей роли Кодряну в таких политических организациях, как «Гвардия национального сознания», «Лига национальной христианской защиты», «Легион Архангела Михаила» и «Железная гвардия». Целью повествования была защита недавно созданной Великой Румынии от демонизированных внешних врагов, главным образом от Советского Союза. Повествование перемежается цитатами румынских интеллектуалов и вырезками из газет того времени.
В этой книге Кодряну указывал, что его идеология несовместима с либерально-демократическими институтами. Он ненавидел выборы и парламентскую систему и считал свое движение частью большой семьи ультранационалистических идеологий, в которую входили итальянский фашизм и немецкий нацизм.